# Mongolischer Altai
Der Mongolische Altai (mongolisch Монгол Алтайн нуруу; chinesisch 蒙古阿爾泰山脈 / 蒙古阿尔泰山脉, Pinyin Ménggǔ Ā'ěrtài Shānmài) ist ein Gebirgszug entlang der mongolisch-chinesischen Grenze sowie im Südwesten der Mongolei und bildet einen Teil des südöstlichen Altaigebirges.
Der Mongolische Altai verläuft vom Tawan Bogd, welcher gelegentlich dem Mongolischen Altai zugerechnet wird, in südsüdöstlicher Richtung über eine Länge von etwa 1000 km. Seine Breite variiert zwischen 300 km im Nordwesten und 150 km im Südosten. Die höchste Erhebung bildet der 4231 m hohe Mönch Chairchan Uul.
Der Gebirgszug besteht aus mehreren parallelen Bergketten, die längs tektonischer Störungen verlaufen. Die höchsten Gebirgsabschnitte sind plateauförmiger Gestalt. Der Mongolische Altai ist zum Teil vergletschert.
Das Gebirge besteht hauptsächlich aus kristallinenen Schiefern des Paläozoikums, Rhyolithen, Daziten und Graniten. Die südwestlichen Berghänge sind von einer Wald- und Wiesenlandschaft bedeckt (im Wesentlichen Fichten und Lärchen). In tieferen Lagen geht die Landschaft in eine Steppe über. In höheren Lagen gedeiht alpine Vegetation. An den Nordosthängen sind Steppe und Heidelandschaft vorherrschend.

## Berge (Auswahl)
- Mönch Chairchan Uul (Мөнх хайрхан уул) (4362 m) (⊙)
- Tachilt Uul (4019 m) (⊙)
- Baatar Chairchan Uul (3984 m) (⊙)
- Öndör Chairchan Uul (Өндөр хайрхан уул) (3926 m) (⊙)
- Adsch Bogd Uul (Аж богд уул) (3802 m) (⊙)